# R.E.M./Auszeichnungen für Musikverkäufe

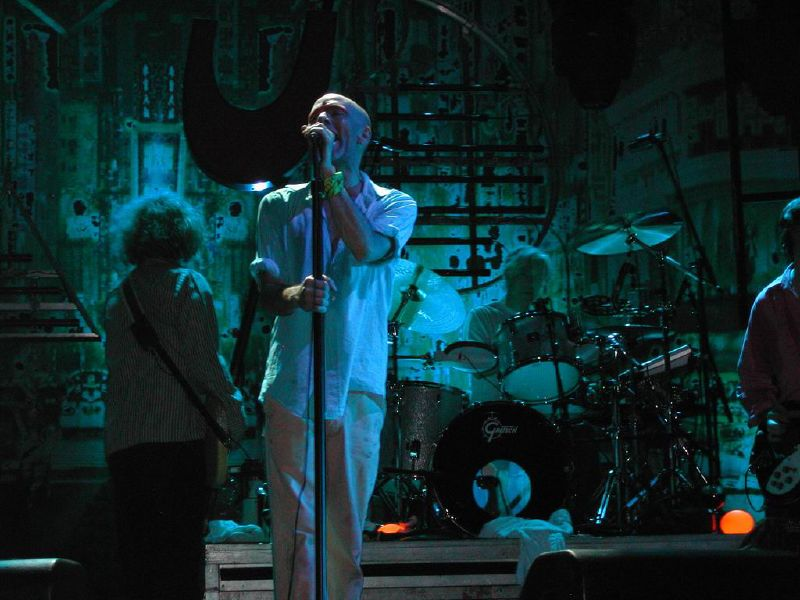
R.E.M. live (2003)

Dies ist eine Übersicht über die Auszeichnungen für Musikverkäufe der US-amerikanischen Rock-Musikgruppe R.E.M.. Die Auszeichnungen finden sich nach ihrer Art (Gold, Platin usw.), nach Staaten getrennt in chronologischer Reihenfolge, geordnet sowie nach den Tonträgern selbst, ebenfalls in chronologischer Reihenfolge, getrennt nach Medium (Alben, Singles usw.), wieder.

## Auszeichnungen
| - Frankreich - 1991: für die Single Losing My Religion - 1994: für die Single Everybody Hurts - Vereinigtes Königreich - 2011: für das Album Collapse into Now - 2013: für das Album Singles Collection - 2017: für die Single The Great Beyond - 2017: für das Album Lifes Rich Pageant - 2021: für das Album Reckoning - 2022: für die Single Nightswimming - 2023: für die Single What’s the Frequency, Kenneth? - 2023: für die Single The One I Love - 2025: für das Album Eponymous - Argentinien - 1993: für das Album Out of Time - 1993: für das Album Automatic for the People - Australien - 1989: für das Album Green - 1991: für das Album The Best of R.E.M. - 1994: für die Single Everybody Hurts - 1996: für das Album New Adventures in Hi-Fi - 2001: für das Album Reveal - 2003: für das Videoalbum Tourfilm - 2004: für das Album Around the Sun - 2004: für das Videoalbum In View: The Best of R.E.M. 1988–2003 - 2005: für das Videoalbum Perfect Square - 2008: für das Album Up - Belgien - 1995: für das Album Monster - 1996: für das Album New Adventures in Hi-Fi - 1998: für das Album Up - 2001: für das Album Reveal - Brasilien - 1991: für das Album Out of Time - Dänemark - 2001: für das Album Reveal - 2008: für das Album Accelerate - 2008: für das Album R.E.M. Live - 2020: für die Single Everybody Hurts - Deutschland - 1996: für das Album New Adventures in Hi-Fi - 2000: für das Album The Best of R.E.M. - 2001: für das Album Reveal - 2004: für das Album Around the Sun - 2007: für das Videoalbum In View: The Best of R.E.M. 1988–2003 - 2008: für das Album Accelerate - Finnland - 1991: für das Album Out of Time - 1994: für das Album Monster - Frankreich - 2001: für das Album Up - Irland - 2007: für das Album R.E.M. Live - 2008: für das Album Accelerate - 2011: für das Album Part Lies, Part Heart, Part Truth, Part Garbage: 1982–2011 - Italien - 2013: für das Album Collapse into Now - 2013: für das Album Part Lies, Part Heart, Part Truth, Part Garbage: 1982–2011 - 2013: für das Album In Time: The Best of R.E.M. 1988–2003 - 2021: für das Album Automatic for the People - 2021: für das Album Out of Time - 2021: für die Single Shiny Happy People - Kanada - 2001: für das Album Reveal - Mexiko - 1992: für das Album Out of Time - Neuseeland - 1988: für das Album Document - 1999: für das Album Up - 2001: für das Album Reveal - Niederlande - 1994: für das Album Monster - 2005: für das Album In Time: The Best of R.E.M. 1988–2003 - Norwegen - 1996: für das Album New Adventures in Hi-Fi - Österreich - 1996: für das Album New Adventures in Hi-Fi - 1998: für das Album Up - 1999: für das Album The Best of R.E.M. - 2001: für das Album Reveal - 2004: für das Album Around the Sun - 2008: für das Album Accelerate - Portugal - 2007: für das Album In Time: The Best of R.E.M. 1988–2003 - Schweden - 1992: für das Album Out of Time - 1996: für das Album New Adventures in Hi-Fi - 1998: für das Album Up - 2003: für das Album In Time: The Best of R.E.M. 1988–2003 - 2005: für das Album Around the Sun - Schweiz - 1996: für das Album New Adventures in Hi-Fi - 1998: für das Album Up - Spanien - 1996: für das Album New Adventures in Hi-Fi - 1999: für das Album Up - 2001: für das Album Green - 2001: für das Album Reveal - 2005: für das Album Around the Sun - 2024: für die Single Man On The Moon - Vereinigte Staaten - 1987: für das Album Lifes Rich Pageant - 1990: für das Videoalbum Pop Screen - 1990: für das Videoalbum Tourfilm - 1991: für das Videoalbum The Film Is On - 1991: für das Album Murmur - 1991: für das Album Reckoning - 1991: für das Album Fables of the Reconstruction - 1991: für die Single Losing My Religion - 1999: für das Album Up - 2001: für das Album Reveal - Vereinigtes Königreich - 1991: für das Album Greatest Hits - 2004: für das Album Around the Sun - 2012: für das Album Part Lies, Part Heart, Part Truth, Part Garbage: 1982–2011 - 2013: für das Album The Best of R.E.M. - 2013: für das Album Accelerate - 2013: für das Album Document - 2013: für das Videoalbum Road Movie - 2013: für das Videoalbum Perfect Square - 2013: für das Videoalbum Parallel - 2019: für das Album Murmur - 2023: für die Single It’s the End of the World as We Know It (And I Feel Fine) - 2024: für die Single Man On The Moon | - Frankreich - 1995: für das Album Monster - Argentinien - 2003: für das Album In Time: The Best of R.E.M. 1988–2003 - 2004: für das Videoalbum Perfect Square - Australien - 1995: für das Album Monster - Brasilien - 2024: für die Single Losing My Religion - Dänemark - 2005: für das Album Around the Sun - 2021: für die Single Losing My Religion - Deutschland - 1996: für das Album Monster - 2025: für die Single Losing My Religion - Europa - 1996: für das Album New Adventures in Hi-Fi - 1998: für das Album Up - 2001: für das Album Reveal - 2004: für das Album Around the Sun - Frankreich - 2001: für das Album Automatic for the People - Griechenland - 2004: für das Album In Time: The Best of R.E.M. 1988–2003 - Italien - 2001: für das Album Reveal - 2003: für das Album In Time: The Best of R.E.M. 1988–2003 - 2018: für die Single Everybody Hurts - Kanada - 1987: für das Album Lifes Rich Pageant - 1988: für das Album Document - Neuseeland - 1997: für das Album New Adventures in Hi-Fi - Norwegen - 1998: für das Album Up - 2008: für das Album Accelerate - 2008: für die Single Supernatural Superserious - Österreich - 1992: für das Album Out of Time - 1994: für das Album Monster - 2005: für das Album In Time: The Best of R.E.M. 1988–2003 - Schweden - 1995: für das Album Monster - Schweiz - 1995: für das Album Monster - 2001: für das Album Reveal - 2003: für das Album In Time: The Best of R.E.M. 1988–2003 - 2008: für das Album Accelerate - Spanien - 1995: für das Album Monster - 2005: für das Album In Time: The Best of R.E.M. 1988–2003 - 2024: für die Single Everybody Hurts - 2024: für die Single Shiny Happy People - Vereinigte Staaten - 1988: für das Album Document - 1996: für das Album New Adventures in Hi-Fi - 2008: für das Album In Time: The Best of R.E.M. 1988–2003 - 2019: für die Single Losing My Religion (Digital) - Vereinigtes Königreich - 1994: für das Album Green - 1996: für das Album New Adventures in Hi-Fi - 1999: für das Album Up - 2001: für das Album Reveal - 2014: für das Videoalbum In View: The Best of R.E.M. 1988–2003 - 2021: für die Single Everybody Hurts - 2024: für die Single Shiny Happy People | - Australien - 1995: für das Album Out of Time - Belgien - 2007: für das Album In Time: The Best of R.E.M. 1988–2003 - Dänemark - 2003: für das Album In Time: The Best of R.E.M. 1988–2003 - Deutschland - 2006: für das Album In Time: The Best of R.E.M. 1988–2003 - Europa - 1996: für das Album Monster - Frankreich - 1995: für das Album Out of Time - Italien - 1995: für das Album Monster - 2005: für das Album Around the Sun - Kanada - 1996: für das Album New Adventures in Hi-Fi - 2003: für das Album Green - Neuseeland - 1989: für das Album Green - 1995: für das Album Monster - 2004: für das Album In Time: The Best of R.E.M. 1988–2003 - Niederlande - 2001: für das Album Out of Time - Österreich - 2001: für das Album Automatic for the People - Schweden - 2000: für das Album Automatic for the People - Schweiz - 1995: für das Album Automatic for the People - 2005: für das Album Around the Sun - Spanien - 1993: für das Album Automatic for the People - Vereinigte Staaten - 1994: für das Album Green - Vereinigtes Königreich - 2023: für die Single Losing My Religion - Deutschland - 2006: für das Album Out of Time - 2011: für das Album Automatic for the People - Dänemark - 2025: für das Album Out of Time - Europa - 1992: für das Album Out of Time - 1994: für das Album Automatic for the People - 2006: für das Album In Time: The Best of R.E.M. 1988–2003 - Italien - 2024: für die Single Losing My Religion - Neuseeland - 1992: für das Album Out of Time - Niederlande - 2001: für das Album Automatic for the People - Spanien - 2024: für die Single Losing My Religion - Vereinigtes Königreich - 1995: für das Album Monster - Australien - 2001: für das Album Automatic for the People - 2007: für das Album In Time: The Best of R.E.M. 1988–2003 - Dänemark - 2025: für das Album Automatic for the People - Neuseeland - 2025: für die Single Losing My Religion - Portugal - 2025: für die Single Losing My Religion - Schweiz - 1999: für das Album Out of Time - Vereinigte Staaten - 1992: für das Album Out of Time - 1995: für das Album Automatic for the People - 1995: für das Album Monster - Neuseeland - 1996: für das Album Automatic for the People - Spanien - 2001: für das Album Out of Time - Vereinigtes Königreich - 1995: für das Album Out of Time - 2008: für das Album In Time: The Best of R.E.M. 1988–2003 - Kanada - 2003: für das Album Monster - Irland - 2005: für das Album In Time: The Best of R.E.M. 1988–2003 - Kanada - 2003: für das Album Out of Time - 2003: für das Album Automatic for the People - Vereinigtes Königreich - 2025: für das Album Automatic for the People |

## Auszeichnungen nach Alben

### Murmur
| Land/Region                  | Auszeichnungen für Musikverkäufe (Land/Region, Auszeichnung, Verkäufe) | Verkäufe |
| ---------------------------- | ---------------------------------------------------------------------- | -------- |
| Vereinigte Staaten (RIAA)    | Gold                                                                   | 500.000  |
| Vereinigtes Königreich (BPI) | Gold                                                                   | 100.000  |
| Insgesamt                    | 2× Gold ·                                                              | 600.000  |

### Reckoning
| Land/Region                  | Auszeichnungen für Musikverkäufe (Land/Region, Auszeichnung, Verkäufe) | Verkäufe |
| ---------------------------- | ---------------------------------------------------------------------- | -------- |
| Vereinigte Staaten (RIAA)    | Gold                                                                   | 500.000  |
| Vereinigtes Königreich (BPI) | Silber                                                                 | 60.000   |
| Insgesamt                    | 1× Silber · 1× Gold ·                                                  | 560.000  |

### Fables of the Reconstruction
| Land/Region               | Auszeichnungen für Musikverkäufe (Land/Region, Auszeichnung, Verkäufe) | Verkäufe |
| ------------------------- | ---------------------------------------------------------------------- | -------- |
| Vereinigte Staaten (RIAA) | Gold                                                                   | 500.000  |
| Insgesamt                 | 1× Gold ·                                                              | 500.000  |

### Lifes Rich Pageant
| Land/Region                  | Auszeichnungen für Musikverkäufe (Land/Region, Auszeichnung, Verkäufe) | Verkäufe |
| ---------------------------- | ---------------------------------------------------------------------- | -------- |
| Kanada (MC)                  | Platin                                                                 | 100.000  |
| Vereinigte Staaten (RIAA)    | Gold                                                                   | 500.000  |
| Vereinigtes Königreich (BPI) | Silber                                                                 | 60.000   |
| Insgesamt                    | 1× Silber · 1× Gold · 1× Platin ·                                      | 660.000  |

### Document
| Land/Region                  | Auszeichnungen für Musikverkäufe (Land/Region, Auszeichnung, Verkäufe) | Verkäufe  |
| ---------------------------- | ---------------------------------------------------------------------- | --------- |
| Kanada (MC)                  | Platin                                                                 | 100.000   |
| Neuseeland (RMNZ)            | Gold                                                                   | 10.000    |
| Vereinigte Staaten (RIAA)    | Platin                                                                 | 1.000.000 |
| Vereinigtes Königreich (BPI) | Gold                                                                   | 100.000   |
| Insgesamt                    | 2× Gold · 2× Platin ·                                                  | 1.210.000 |

### Eponymous
| Land/Region                  | Auszeichnungen für Musikverkäufe (Land/Region, Auszeichnung, Verkäufe) | Verkäufe |
| ---------------------------- | ---------------------------------------------------------------------- | -------- |
| Vereinigtes Königreich (BPI) | Silber                                                                 | 60.000   |
| Insgesamt                    | 1× Silber ·                                                            | 60.000   |

### Green
| Land/Region                  | Auszeichnungen für Musikverkäufe (Land/Region, Auszeichnung, Verkäufe) | Verkäufe  |
| ---------------------------- | ---------------------------------------------------------------------- | --------- |
| Australien (ARIA)            | Gold                                                                   | 35.000    |
| Kanada (MC)                  | 2× Platin                                                              | 200.000   |
| Neuseeland (RMNZ)            | 2× Platin                                                              | 40.000    |
| Spanien (Promusicae)         | Gold                                                                   | 50.000    |
| Vereinigte Staaten (RIAA)    | 2× Platin                                                              | 2.000.000 |
| Vereinigtes Königreich (BPI) | Platin                                                                 | 300.000   |
| Insgesamt                    | 2× Gold · 7× Platin ·                                                  | 2.625.000 |

### Greatest Hits
| Land/Region                  | Auszeichnungen für Musikverkäufe (Land/Region, Auszeichnung, Verkäufe) | Verkäufe |
| ---------------------------- | ---------------------------------------------------------------------- | -------- |
| Vereinigtes Königreich (BPI) | Gold                                                                   | 100.000  |
| Insgesamt                    | 1× Gold ·                                                              | 100.000  |

### Out of Time
| Land/Region                  | Auszeichnungen für Musikverkäufe (Land/Region, Auszeichnung, Verkäufe) | Verkäufe    |
| ---------------------------- | ---------------------------------------------------------------------- | ----------- |
| Argentinien (CAPIF)          | Gold                                                                   | 30.000      |
| Australien (ARIA)            | 2× Platin                                                              | 140.000     |
| Brasilien (PMB)              | Gold                                                                   | 100.000     |
| Dänemark (IFPI)              | 3× Platin                                                              | 60.000      |
| Deutschland (BVMI)           | 5× Gold                                                                | 1.250.000   |
| Europa (IFPI)                | 3× Platin                                                              | (3.000.000) |
| Finnland (IFPI)              | Gold                                                                   | 27.084      |
| Frankreich (SNEP)            | 2× Platin                                                              | 600.000     |
| Italien (FIMI)               | Gold                                                                   | 25.000      |
| Kanada (MC)                  | 7× Platin                                                              | 700.000     |
| Mexiko (AMPROFON)            | Gold                                                                   | 100.000     |
| Neuseeland (RMNZ)            | 3× Platin                                                              | 45.000      |
| Niederlande (NVPI)           | 2× Platin                                                              | 200.000     |
| Österreich (IFPI)            | Platin                                                                 | 50.000      |
| Schweden (IFPI)              | Gold                                                                   | 50.000      |
| Schweiz (IFPI)               | 4× Platin                                                              | 200.000     |
| Spanien (Promusicae)         | 5× Platin                                                              | 500.000     |
| Vereinigte Staaten (RIAA)    | 4× Platin                                                              | 4.000.000   |
| Vereinigtes Königreich (BPI) | 5× Platin                                                              | 1.500.000   |
| Insgesamt                    | 7× Gold · 43× Platin ·                                                 | 11.737.084  |

### The Best of R.E.M.
| Land/Region                  | Auszeichnungen für Musikverkäufe (Land/Region, Auszeichnung, Verkäufe) | Verkäufe |
| ---------------------------- | ---------------------------------------------------------------------- | -------- |
| Australien (ARIA)            | Gold                                                                   | 35.000   |
| Deutschland (BVMI)           | Gold                                                                   | 250.000  |
| Österreich (IFPI)            | Gold                                                                   | 25.000   |
| Vereinigtes Königreich (BPI) | Gold                                                                   | 100.000  |
| Insgesamt                    | 4× Gold ·                                                              | 410.000  |

### Automatic for the People
| Land/Region                  | Auszeichnungen für Musikverkäufe (Land/Region, Auszeichnung, Verkäufe) | Verkäufe    |
| ---------------------------- | ---------------------------------------------------------------------- | ----------- |
| Argentinien (CAPIF)          | Gold                                                                   | 30.000      |
| Australien (ARIA)            | 4× Platin                                                              | 280.000     |
| Dänemark (IFPI)              | 4× Platin                                                              | 80.000      |
| Deutschland (BVMI)           | 5× Gold                                                                | 1.250.000   |
| Europa (IFPI)                | 3× Platin                                                              | (3.000.000) |
| Frankreich (SNEP)            | Platin                                                                 | 300.000     |
| Italien (FIMI)               | Gold                                                                   | 25.000      |
| Kanada (MC)                  | 7× Platin                                                              | 700.000     |
| Neuseeland (RMNZ)            | 5× Platin                                                              | 75.000      |
| Niederlande (NVPI)           | 3× Platin                                                              | 240.000     |
| Österreich (IFPI)            | 2× Platin                                                              | 100.000     |
| Schweden (IFPI)              | 2× Platin                                                              | 160.000     |
| Schweiz (IFPI)               | 2× Platin                                                              | 100.000     |
| Spanien (Promusicae)         | 2× Platin                                                              | 200.000     |
| Vereinigte Staaten (RIAA)    | 4× Platin                                                              | 4.000.000   |
| Vereinigtes Königreich (BPI) | 8× Platin                                                              | 2.400.000   |
| Insgesamt                    | 3× Gold · 49× Platin ·                                                 | 9.940.000   |

### Monster
| Land/Region                  | Auszeichnungen für Musikverkäufe (Land/Region, Auszeichnung, Verkäufe) | Verkäufe    |
| ---------------------------- | ---------------------------------------------------------------------- | ----------- |
| Australien (ARIA)            | Platin                                                                 | 70.000      |
| Belgien (BRMA)               | Gold                                                                   | 25.000      |
| Deutschland (BVMI)           | Platin                                                                 | 500.000     |
| Europa (IFPI)                | 2× Platin                                                              | (2.000.000) |
| Finnland (IFPI)              | Gold                                                                   | 21.125      |
| Frankreich (SNEP)            | 2× Gold                                                                | 200.000     |
| Italien (FIMI)               | 2× Platin                                                              | 500.000     |
| Kanada (MC)                  | 6× Platin                                                              | 600.000     |
| Neuseeland (RMNZ)            | 2× Platin                                                              | 30.000      |
| Niederlande (NVPI)           | Gold                                                                   | 50.000      |
| Österreich (IFPI)            | Platin                                                                 | 50.000      |
| Schweden (IFPI)              | Platin                                                                 | 100.000     |
| Schweiz (IFPI)               | Platin                                                                 | 50.000      |
| Spanien (Promusicae)         | Platin                                                                 | 100.000     |
| Vereinigte Staaten (RIAA)    | 4× Platin                                                              | 4.000.000   |
| Vereinigtes Königreich (BPI) | 3× Platin                                                              | 900.000     |
| Insgesamt                    | 5× Gold · 25× Platin ·                                                 | 7.221.125   |

### Singles Collection
| Land/Region                  | Auszeichnungen für Musikverkäufe (Land/Region, Auszeichnung, Verkäufe) | Verkäufe |
| ---------------------------- | ---------------------------------------------------------------------- | -------- |
| Vereinigtes Königreich (BPI) | Silber                                                                 | 60.000   |
| Insgesamt                    | 1× Silber ·                                                            | 60.000   |

### New Adventures in Hi-Fi
| Land/Region                  | Auszeichnungen für Musikverkäufe (Land/Region, Auszeichnung, Verkäufe) | Verkäufe  |
| ---------------------------- | ---------------------------------------------------------------------- | --------- |
| Australien (ARIA)            | Gold                                                                   | 35.000    |
| Belgien (BRMA)               | Gold                                                                   | (25.000)  |
| Deutschland (BVMI)           | Gold                                                                   | (250.000) |
| Europa (IFPI)                | Platin                                                                 | 1.000.000 |
| Kanada (MC)                  | 2× Platin                                                              | 200.000   |
| Neuseeland (RMNZ)            | Platin                                                                 | 15.000    |
| Norwegen (IFPI)              | Gold                                                                   | (25.000)  |
| Österreich (IFPI)            | Gold                                                                   | (25.000)  |
| Schweden (IFPI)              | Gold                                                                   | (40.000)  |
| Schweiz (IFPI)               | Gold                                                                   | (25.000)  |
| Spanien (Promusicae)         | Gold                                                                   | (50.000)  |
| Vereinigte Staaten (RIAA)    | Platin                                                                 | 1.000.000 |
| Vereinigtes Königreich (BPI) | Platin                                                                 | (300.000) |
| Insgesamt                    | 8× Gold · 6× Platin ·                                                  | 2.250.000 |

### Up
| Land/Region                  | Auszeichnungen für Musikverkäufe (Land/Region, Auszeichnung, Verkäufe) | Verkäufe  |
| ---------------------------- | ---------------------------------------------------------------------- | --------- |
| Australien (ARIA)            | Gold                                                                   | 35.000    |
| Belgien (BRMA)               | Gold                                                                   | (25.000)  |
| Europa (IFPI)                | Platin                                                                 | 1.000.000 |
| Frankreich (SNEP)            | Gold                                                                   | (100.000) |
| Neuseeland (RMNZ)            | Gold                                                                   | 7.500     |
| Norwegen (IFPI)              | Platin                                                                 | (50.000)  |
| Österreich (IFPI)            | Gold                                                                   | (25.000)  |
| Schweden (IFPI)              | Gold                                                                   | (40.000)  |
| Schweiz (IFPI)               | Gold                                                                   | (25.000)  |
| Spanien (Promusicae)         | Gold                                                                   | (50.000)  |
| Vereinigte Staaten (RIAA)    | Gold                                                                   | 500.000   |
| Vereinigtes Königreich (BPI) | Platin                                                                 | (300.000) |
| Insgesamt                    | 9× Gold · 3× Platin ·                                                  | 1.542.500 |

### Reveal
| Land/Region                  | Auszeichnungen für Musikverkäufe (Land/Region, Auszeichnung, Verkäufe) | Verkäufe  |
| ---------------------------- | ---------------------------------------------------------------------- | --------- |
| Australien (ARIA)            | Gold                                                                   | 35.000    |
| Belgien (BRMA)               | Gold                                                                   | (25.000)  |
| Dänemark (IFPI)              | Gold                                                                   | (25.000)  |
| Deutschland (BVMI)           | Gold                                                                   | (150.000) |
| Europa (IFPI)                | Platin                                                                 | 1.000.000 |
| Italien (FIMI)               | Platin                                                                 | (100.000) |
| Kanada (MC)                  | Gold                                                                   | 50.000    |
| Neuseeland (RMNZ)            | Gold                                                                   | 7.500     |
| Österreich (IFPI)            | Gold                                                                   | (20.000)  |
| Schweiz (IFPI)               | Platin                                                                 | (40.000)  |
| Spanien (Promusicae)         | Gold                                                                   | (50.000)  |
| Vereinigte Staaten (RIAA)    | Gold                                                                   | 500.000   |
| Vereinigtes Königreich (BPI) | Platin                                                                 | (300.000) |
| Insgesamt                    | 9× Gold · 4× Platin ·                                                  | 1.592.500 |

### In Time: The Best of R.E.M. 1988–2003
| Land/Region                  | Auszeichnungen für Musikverkäufe (Land/Region, Auszeichnung, Verkäufe) | Verkäufe    |
| ---------------------------- | ---------------------------------------------------------------------- | ----------- |
| Argentinien (CAPIF)          | Platin                                                                 | 40.000      |
| Australien (ARIA)            | 4× Platin                                                              | 280.000     |
| Belgien (BRMA)               | 2× Platin                                                              | (100.000)   |
| Dänemark (IFPI)              | 2× Platin                                                              | (80.000)    |
| Deutschland (BVMI)           | 2× Platin                                                              | (400.000)   |
| Europa (IFPI)                | 3× Platin                                                              | 3.000.000   |
| Finnland (IFPI)              | —                                                                      | (11.555)    |
| Griechenland (IFPI)          | Platin                                                                 | (20.000)    |
| Irland (IRMA)                | 7× Platin                                                              | (105.000)   |
| Italien (FIMI)               | Platin (bis 2003) · + Gold (ab 2009)                                   | (130.000)   |
| Neuseeland (RMNZ)            | 2× Platin                                                              | 30.000      |
| Niederlande (NVPI)           | Gold                                                                   | (40.000)    |
| Österreich (IFPI)            | Platin                                                                 | (30.000)    |
| Portugal (AFP)               | Gold                                                                   | (10.000)    |
| Schweden (IFPI)              | Gold                                                                   | (30.000)    |
| Schweiz (IFPI)               | Platin                                                                 | (40.000)    |
| Spanien (Promusicae)         | Platin                                                                 | (40.000)    |
| Tschechien (IFPI)            | —                                                                      | (10.000)    |
| Vereinigte Staaten (RIAA)    | Platin                                                                 | 1.000.000   |
| Vereinigtes Königreich (BPI) | 5× Platin                                                              | (1.697.000) |
| Insgesamt                    | 4× Gold · 34× Platin ·                                                 | 4.350.000   |

### Around the Sun
| Land/Region                  | Auszeichnungen für Musikverkäufe (Land/Region, Auszeichnung, Verkäufe) | Verkäufe  |
| ---------------------------- | ---------------------------------------------------------------------- | --------- |
| Australien (ARIA)            | Gold                                                                   | 35.000    |
| Dänemark (IFPI)              | Platin                                                                 | (40.000)  |
| Deutschland (BVMI)           | Gold                                                                   | (150.000) |
| Europa (IFPI)                | Platin                                                                 | 1.000.000 |
| Italien (FIMI)               | 2× Platin                                                              | (160.000) |
| Österreich (IFPI)            | Gold                                                                   | (10.000)  |
| Schweden (IFPI)              | Gold                                                                   | (30.000)  |
| Schweiz (IFPI)               | 2× Platin                                                              | (80.000)  |
| Spanien (Promusicae)         | Gold                                                                   | (50.000)  |
| Vereinigtes Königreich (BPI) | Gold                                                                   | (100.000) |
| Insgesamt                    | 6× Gold · 6× Platin ·                                                  | 1.035.000 |

### R.E.M. Live
| Land/Region     | Auszeichnungen für Musikverkäufe (Land/Region, Auszeichnung, Verkäufe) | Verkäufe |
| --------------- | ---------------------------------------------------------------------- | -------- |
| Dänemark (IFPI) | Gold                                                                   | 15.000   |
| Irland (IRMA)   | Gold                                                                   | 7.500    |
| Insgesamt       | 2× Gold ·                                                              | 22.500   |

### Accelerate
| Land/Region                  | Auszeichnungen für Musikverkäufe (Land/Region, Auszeichnung, Verkäufe) | Verkäufe |
| ---------------------------- | ---------------------------------------------------------------------- | -------- |
| Dänemark (IFPI)              | Gold                                                                   | 15.000   |
| Deutschland (BVMI)           | Gold                                                                   | 150.000  |
| Irland (IRMA)                | Gold                                                                   | 7.500    |
| Norwegen (IFPI)              | Gold                                                                   | 30.000   |
| Österreich (IFPI)            | Platin                                                                 | 10.000   |
| Schweiz (IFPI)               | Gold                                                                   | 30.000   |
| Vereinigtes Königreich (BPI) | Gold                                                                   | 100.000  |
| Insgesamt                    | 6× Gold · 1× Platin ·                                                  | 342.500  |

### Collapse into Now
| Land/Region                  | Auszeichnungen für Musikverkäufe (Land/Region, Auszeichnung, Verkäufe) | Verkäufe |
| ---------------------------- | ---------------------------------------------------------------------- | -------- |
| Italien (FIMI)               | Gold                                                                   | 30.000   |
| Vereinigtes Königreich (BPI) | Silber                                                                 | 60.000   |
| Insgesamt                    | 1× Silber · 1× Gold ·                                                  | 90.000   |

### Part Lies, Part Heart, Part Truth, Part Garbage: 1982–2011
| Land/Region                  | Auszeichnungen für Musikverkäufe (Land/Region, Auszeichnung, Verkäufe) | Verkäufe |
| ---------------------------- | ---------------------------------------------------------------------- | -------- |
| Italien (FIMI)               | Gold                                                                   | 30.000   |
| Vereinigtes Königreich (BPI) | Gold                                                                   | 100.000  |
| Insgesamt                    | 2× Gold ·                                                              | 130.000  |

## Auszeichnungen nach Singles

### The One I Love
| Land/Region                  | Auszeichnungen für Musikverkäufe (Land/Region, Auszeichnung, Verkäufe) | Verkäufe |
| ---------------------------- | ---------------------------------------------------------------------- | -------- |
| Vereinigtes Königreich (BPI) | Silber                                                                 | 200.000  |
| Insgesamt                    | 1× Silber ·                                                            | 200.000  |

### It’s the End of the World as We Know It (And I Feel Fine)
| Land/Region                  | Auszeichnungen für Musikverkäufe (Land/Region, Auszeichnung, Verkäufe) | Verkäufe |
| ---------------------------- | ---------------------------------------------------------------------- | -------- |
| Vereinigtes Königreich (BPI) | Gold                                                                   | 400.000  |
| Insgesamt                    | 1× Gold ·                                                              | 400.000  |

### Losing My Religion
| Land/Region                  | Auszeichnungen für Musikverkäufe (Land/Region, Auszeichnung, Verkäufe) | Verkäufe  |
| ---------------------------- | ---------------------------------------------------------------------- | --------- |
| Brasilien (PMB)              | Platin                                                                 | 60.000    |
| Dänemark (IFPI)              | Platin                                                                 | 90.000    |
| Deutschland (BVMI)           | Platin                                                                 | 600.000   |
| Frankreich (SNEP)            | Silber                                                                 | 125.000   |
| Italien (FIMI)               | 3× Platin                                                              | 300.000   |
| Neuseeland (RMNZ)            | 4× Platin                                                              | 120.000   |
| Portugal (AFP)               | 4× Platin                                                              | 40.000    |
| Spanien (Promusicae)         | 3× Platin                                                              | 180.000   |
| Vereinigte Staaten (RIAA)    | Gold · + Platin (Digital)                                              | 1.500.000 |
| Vereinigtes Königreich (BPI) | 2× Platin                                                              | 1.200.000 |
| Insgesamt                    | 1× Silber · 1× Gold · 20× Platin ·                                     | 4.260.000 |

### Shiny Happy People
| Land/Region                  | Auszeichnungen für Musikverkäufe (Land/Region, Auszeichnung, Verkäufe) | Verkäufe |
| ---------------------------- | ---------------------------------------------------------------------- | -------- |
| Italien (FIMI)               | Gold                                                                   | 35.000   |
| Spanien (Promusicae)         | Platin                                                                 | 60.000   |
| Vereinigtes Königreich (BPI) | Platin                                                                 | 600.000  |
| Insgesamt                    | 1× Gold · 2× Platin ·                                                  | 695.000  |

### Man on the Moon
| Land/Region                  | Auszeichnungen für Musikverkäufe (Land/Region, Auszeichnung, Verkäufe) | Verkäufe |
| ---------------------------- | ---------------------------------------------------------------------- | -------- |
| Spanien (Promusicae)         | Gold                                                                   | 30.000   |
| Vereinigtes Königreich (BPI) | Gold                                                                   | 400.000  |
| Insgesamt                    | 2× Gold ·                                                              | 430.000  |

### Everybody Hurts
| Land/Region                  | Auszeichnungen für Musikverkäufe (Land/Region, Auszeichnung, Verkäufe) | Verkäufe |
| ---------------------------- | ---------------------------------------------------------------------- | -------- |
| Australien (ARIA)            | Gold                                                                   | 35.000   |
| Dänemark (IFPI)              | Gold                                                                   | 45.000   |
| Frankreich (SNEP)            | Silber                                                                 | 125.000  |
| Italien (FIMI)               | Platin                                                                 | 60.000   |
| Spanien (Promusicae)         | Platin                                                                 | 60.000   |
| Vereinigtes Königreich (BPI) | Platin                                                                 | 600.000  |
| Insgesamt                    | 1× Silber · 2× Gold · 3× Platin ·                                      | 925.000  |

### Nightswimming
| Land/Region                  | Auszeichnungen für Musikverkäufe (Land/Region, Auszeichnung, Verkäufe) | Verkäufe |
| ---------------------------- | ---------------------------------------------------------------------- | -------- |
| Vereinigtes Königreich (BPI) | Silber                                                                 | 200.000  |
| Insgesamt                    | 1× Silber ·                                                            | 200.000  |

### What’s the Frequency, Kenneth?
| Land/Region                  | Auszeichnungen für Musikverkäufe (Land/Region, Auszeichnung, Verkäufe) | Verkäufe |
| ---------------------------- | ---------------------------------------------------------------------- | -------- |
| Vereinigtes Königreich (BPI) | Silber                                                                 | 200.000  |
| Insgesamt                    | 1× Silber ·                                                            | 200.000  |

### The Great Beyond
| Land/Region                  | Auszeichnungen für Musikverkäufe (Land/Region, Auszeichnung, Verkäufe) | Verkäufe |
| ---------------------------- | ---------------------------------------------------------------------- | -------- |
| Vereinigtes Königreich (BPI) | Silber                                                                 | 200.000  |
| Insgesamt                    | 1× Silber ·                                                            | 200.000  |

### Supernatural Superserious
| Land/Region     | Auszeichnungen für Musikverkäufe (Land/Region, Auszeichnung, Verkäufe) | Verkäufe |
| --------------- | ---------------------------------------------------------------------- | -------- |
| Norwegen (IFPI) | Platin                                                                 | 10.000   |
| Insgesamt       | 1× Platin ·                                                            | 10.000   |

## Auszeichnungen nach Videoalben

### Tourfilm
| Land/Region               | Auszeichnungen für Musikverkäufe (Land/Region, Auszeichnung, Verkäufe) | Verkäufe |
| ------------------------- | ---------------------------------------------------------------------- | -------- |
| Australien (ARIA)         | Gold                                                                   | 7.500    |
| Vereinigte Staaten (RIAA) | Gold                                                                   | 50.000   |
| Insgesamt                 | 2× Gold ·                                                              | 57.500   |

### Pop Screen
| Land/Region               | Auszeichnungen für Musikverkäufe (Land/Region, Auszeichnung, Verkäufe) | Verkäufe |
| ------------------------- | ---------------------------------------------------------------------- | -------- |
| Vereinigte Staaten (RIAA) | Gold                                                                   | 50.000   |
| Insgesamt                 | 1× Gold ·                                                              | 50.000   |

### Road Movie
| Land/Region                  | Auszeichnungen für Musikverkäufe (Land/Region, Auszeichnung, Verkäufe) | Verkäufe |
| ---------------------------- | ---------------------------------------------------------------------- | -------- |
| Vereinigtes Königreich (BPI) | Gold                                                                   | 25.000   |
| Insgesamt                    | 1× Gold ·                                                              | 25.000   |

### This Film Is On
| Land/Region               | Auszeichnungen für Musikverkäufe (Land/Region, Auszeichnung, Verkäufe) | Verkäufe |
| ------------------------- | ---------------------------------------------------------------------- | -------- |
| Vereinigte Staaten (RIAA) | Gold                                                                   | 50.000   |
| Insgesamt                 | 1× Gold ·                                                              | 50.000   |

### Parallel
| Land/Region                  | Auszeichnungen für Musikverkäufe (Land/Region, Auszeichnung, Verkäufe) | Verkäufe |
| ---------------------------- | ---------------------------------------------------------------------- | -------- |
| Vereinigtes Königreich (BPI) | Gold                                                                   | 25.000   |
| Insgesamt                    | 1× Gold ·                                                              | 25.000   |

### In View: The Best of R.E.M. 1988–2003
| Land/Region                  | Auszeichnungen für Musikverkäufe (Land/Region, Auszeichnung, Verkäufe) | Verkäufe |
| ---------------------------- | ---------------------------------------------------------------------- | -------- |
| Australien (ARIA)            | Gold                                                                   | 7.500    |
| Deutschland (BVMI)           | Gold                                                                   | 25.000   |
| Vereinigtes Königreich (BPI) | Platin                                                                 | 50.000   |
| Insgesamt                    | 2× Gold · 1× Platin ·                                                  | 82.500   |

### Perfect Square
| Land/Region                  | Auszeichnungen für Musikverkäufe (Land/Region, Auszeichnung, Verkäufe) | Verkäufe |
| ---------------------------- | ---------------------------------------------------------------------- | -------- |
| Argentinien (CAPIF)          | Platin                                                                 | 8.000    |
| Australien (ARIA)            | Gold                                                                   | 7.500    |
| Vereinigtes Königreich (BPI) | Gold                                                                   | 25.000   |
| Insgesamt                    | 2× Gold · 1× Platin ·                                                  | 40.500   |

## Statistik und Quellen
| Land/RegionAuszeichnungen für Musikverkäufe (Land/Region, Auszeichnungen, Verkäufe, Quellen) | Silber       | Gold       | Platin         | Verkäufe     | Quellen |
| -------------------------------------------------------------------------------------------- | ------------ | ---------- | -------------- | ------------ | --- |
| Argentinien (CAPIF)                                                                          | —            | 2× Gold2   | 2× Platin2     | 108.000      | capif.org.ar (Memento vom 6. Juli 2011 im Internet Archive) AR2 (Memento vom 31. Mai 2011 im Internet Archive) |
| Australien (ARIA)                                                                            | —            | 10× Gold10 | 11× Platin11   | 1.092.500    | aria.com.au |
| Belgien (BRMA)                                                                               | —            | 4× Gold4   | 2× Platin2     | 200.000      | ultratop.be |
| Brasilien (PMB)                                                                              | —            | Gold1      | Platin1        | 160.000      | pro-musicabr.org.br                                                                                            |
| Dänemark (IFPI)                                                                              | —            | 4× Gold4   | 11× Platin11   | 450.000      | ifpi.dk |
| Deutschland (BVMI)                                                                           | —            | 8× Gold8   | 8× Platin8     | 4.975.000    | musikindustrie.de                                                                                              |
| Europa (IFPI)                                                                                | —            | —          | 15× Platin15   | (15.000.000) | ifpi.org (Memento vom 1. Januar 2014 im Internet Archive)                                                      |
| Finnland (IFPI)                                                                              | —            | 2× Gold2   | —              | 59.764       | ifpi.fi |
| Frankreich (SNEP)                                                                            | 2× Silber2   | 3× Gold3   | 3× Platin3     | 1.450.000    | infodisc.fr |
| Griechenland (IFPI)                                                                          | —            | —          | Platin1        | 20.000       | Einzelnachweise                                                                                                |
| Irland (IRMA)                                                                                | —            | 3× Gold3   | 7× Platin7     | 127.500      | irishcharts.ie                                                                                                 |
| Italien (FIMI)                                                                               | —            | 6× Gold6   | 10× Platin10   | 1.265.000    | fimi.it |
| Kanada (MC)                                                                                  | —            | Gold1      | 26× Platin26   | 2.650.000    | musiccanada.com                                                                                                |
| Mexiko (AMPROFON)                                                                            | —            | Gold1      | —              | 100.000      | Einzelnachweise                                                                                                |
| Neuseeland (RMNZ)                                                                            | —            | 3× Gold3   | 19× Platin19   | 380.000      | aotearoamusiccharts.co.nz NZ2                                                                                  |
| Niederlande (NVPI)                                                                           | —            | 2× Gold2   | 5× Platin5     | 530.000      | nvpi.nl |
| Norwegen (IFPI)                                                                              | —            | Gold1      | 3× Platin3     | 115.000      | ifpi.no (Memento vom 5. November 2012 im Internet Archive)                                                     |
| Österreich (IFPI)                                                                            | —            | 6× Gold6   | 5× Platin5     | 345.000      | ifpi.at |
| Portugal (AFP)                                                                               | —            | Gold1      | 4× Platin4     | 50.000       | Einzelnachweise                                                                                                |
| Schweden (IFPI)                                                                              | —            | 5× Gold5   | 3× Platin3     | 450.000      | sverigetopplistan.se                                                                                           |
| Schweiz (IFPI)                                                                               | —            | 2× Gold2   | 12× Platin12   | 590.000      | hitparade.ch                                                                                                   |
| Spanien (Promusicae)                                                                         | —            | 6× Gold6   | 14× Platin14   | 1.420.000    | elportaldemusica.es ES2                                                                                        |
| Tschechien (IFPI)                                                                            | —            | —          | —              | 10.000       | Einzelnachweise                                                                                                |
| Vereinigte Staaten (RIAA)                                                                    | —            | 10× Gold10 | 18× Platin18   | 21.650.000   | riaa.com |
| Vereinigtes Königreich (BPI)                                                                 | 9× Silber9   | 12× Gold12 | 30× Platin30   | 12.823.000   | bpi.co.uk |
| Insgesamt                                                                                    | 11× Silber11 | 93× Gold93 | 210× Platin210 |              | |